# اس‌اس داکوتا
اس‌اس داکوتا (به انگلیسی: SS Dakota) یک کشتی بود که طول آن ۶۲۲ فوت (۱۹۰ متر) بود. این کشتی در سال ۱۹۰۳ ساخته شد.